# شته لیمویی سبز
شته لیمویی سبز (نام علمی: Aphis spiraecola) نام یک گونه از سرده شپشه است.